# Robert Skelton
Robert Skelton   (Wilmette, 25 de juny de 1903 - Houston, 25 de juny de 1977) va ser un nedador estatunidenc que va competir durant la dècada de 1920.
El 1924 va prendre part en els Jocs Olímpics de París, on va guanyar la medalla d'or en la competició dels 200 metres braça del programa de natació.
Va estudiar a la Universitat Northwestern. El 1924 fou el primer nedador estatunidenc en establir un rècord mundial dels 200 metres braça. El 1988 va ingressar, a títol pòstum, a l'International Swimming Hall of Fame com a "Honor Pioneer Swimmer".